# Mikheil Meskhi
Mikhaïl Chalvovitch Meskhi (en Géorgien, მიხეილ მესხი), né le 12 janvier 1937 à Tbilissi et décédé le 22 avril 1991, était un footballeur soviétique d'origine géorgienne.

## Statistiques
| Saison                | Club                  | Championnat           | Championnat | Championnat | Coupe(s) nationale(s) | Coupe(s) nationale(s) | Total | Total |
| Saison                | Club                  | Division              | M.          | B.          | M.                    | B.                    | M.    | B.    |
| 1955                  | Dinamo Tbilissi       | D1                    | 2           | 0           | -                     | -                     | 2     | 0     |
| 1956                  | Dinamo Tbilissi       | D1                    | 9           | 1           | -                     | -                     | 9     | 1     |
| 1957                  | Dinamo Tbilissi       | D1                    | 14          | 0           | 2                     | 0                     | 16    | 0     |
| 1958                  | Dinamo Tbilissi       | D1                    | 21          | 3           | 1                     | 0                     | 22    | 3     |
| 1959                  | Dinamo Tbilissi       | D1                    | 21          | 2           | 2                     | 1                     | 23    | 3     |
| 1960                  | Dinamo Tbilissi       | D1                    | 22          | 9           | 3                     | 1                     | 25    | 10    |
| 1961                  | Dinamo Tbilissi       | D1                    | 25          | 7           | 2                     | 2                     | 27    | 9     |
| 1962                  | Dinamo Tbilissi       | D1                    | 20          | 5           | 1                     | 0                     | 21    | 5     |
| 1963                  | Dinamo Tbilissi       | D1                    | 34          | 7           | 1                     | 0                     | 35    | 7     |
| 1964                  | Dinamo Tbilissi       | D1                    | 24          | 6           | 2                     | 0                     | 26    | 6     |
| 1965                  | Dinamo Tbilissi       | D1                    | 20          | 2           | 3                     | 0                     | 23    | 2     |
| 1966                  | Dinamo Tbilissi       | D1                    | 24          | 3           | -                     | -                     | 24    | 3     |
| 1967                  | Dinamo Tbilissi       | D1                    | 22          | 6           | -                     | -                     | 22    | 6     |
| 1968                  | Dinamo Tbilissi       | D1                    | 22          | 2           | -                     | -                     | 22    | 2     |
| 1969                  | Dinamo Tbilissi       | D1                    | 4           | 1           | -                     | -                     | 4     | 1     |
| Sous-total            | Sous-total            | Sous-total            | 284         | 54          | 17                    | 4                     | 301   | 58    |
| 1970                  | Lokomotiv Tbilissi    | D2                    | 4           | 0           | -                     | -                     | 4     | 0     |
| Total sur la carrière | Total sur la carrière | Total sur la carrière | 288         | 54          | 17                    | 4                     | 305   | 58    |

## Palmarès
En sélection
- Champion d'Europe : 1960 (Union soviétique).
- International soviétique (35 sélections, 4 buts) entre 1959 et 1966, dont 3 matchs en Coupe du monde.

En club
- Champion d'URSS : 1964 (Dinamo Tbilissi)